# Freistadt
Freistadt es la localidad-capital del distrito de Freistadt, en el estado de Alta Austria, Austria, con una población estimada a principio del año 2018 de 7909 habitantes. 
Se encuentra ubicada al noreste del estado, a poca distancia de la frontera con República Checa y el estado de Baja Austria, y al norte del río Danubio.